# Russland hinter Gittern
Russland hinter Gittern (russisch Русь Сидящая Rus Sidjaschtschaja, auf Deutsch „Sitzendes Russland“) ist eine Nichtregierungsorganisation (NGO), die Personen, welche von russischen Ermittlungen und dem russischen Strafvollzugssystem betroffen sind, rechtliche und humanitäre Hilfe leistet.
Parallel zur NGO gibt es eine Bewegung namens Rus Sidjaschtschaja, eine nicht registrierte Vereinigung von Bürgern, deren Menschenrechte durch Strafverfolgungs-, Justiz-, Aufsichts- und Strafvollzugsbehörden der Russischen Föderation verletzt wurden.

## Geschichte
Die Bewegung Russland hinter Gittern wurde am 21. November 2008 von der russischen Journalistin und Publizistin Olga Romanowa gegründet. Die Gründungsmitglieder der Initiative entstammten einer informellen Gruppe von Bürgern, deren Verwandte im Gefängnis waren. Im Jahre 2015 beschloss man die öffentliche Bewegung als eine „gemeinnützige Stiftung zur Unterstützung von Gefangenen und ihren Familien“ zu registrieren.

## Struktur
Russland hinter Gittern besteht aus drei Teilen: einer sozialen Bewegung, einem Wohltätigkeitsfonds, der beim Justizministerium registriert ist, und einer GmbH. Der Hauptsitz der Organisation befindet sich in Moskau. Darüber hinaus existieren Büros in Nowosibirsk, St. Petersburg und Jaroslawl. Die Stiftung wird von der Journalistin Olga Romanowa geleitet. Es gibt auch ein Kuratorium aus Menschenrechtsverteidigern und öffentlichen Persönlichkeiten, das die Tätigkeit der Organisation kontrolliert.

## Finanzierung
Russland hinter Gittern wird durch private Spenden finanziert. Im August 2017 erhielt die Organisation 3 Millionen Rubel (ca. 50.000 USD) Fördergeld aus dem russischen Präsidentenfonds, lehnte dieses aber aus bürokratischen Gründen ab. Später erklärte Olga Romanowa ihren Verzicht damit, dass sie fürchtete, ein ähnliches Schicksal wie der russische Regisseur Kirill Serebrennikow zu erleiden. Seit Frühjahr 2018 erhält die NGO EU-Finanzmittel zum Zweck der Schaffung und Unterstützung regionaler „Rechtskliniken“.
Die Leiterin Russlands hinter Gittern Olga Romanowa kündigte auf ihrer Facebook-Seite an, dass die Wohltätigkeitsorganisation ab dem 26. Juni 2020 geschlossen wird. Der Grund war die Entscheidung des Gerichts, dem ehemaligen Angestellten Dinar Idrisov eine Entschädigung von 1,3 Millionen Rubel zu zahlen und ihn wieder einzustellen. Laut Romanowa wurden die Konten des Fonds beschlagnahmt und dabei verfügte er über diesen Geldbetrag nicht. Sie erklärte jedoch auch, dass der Fond seine Arbeit erst jetzt ohne juristische Person fortsetzen wird.

## Aktivitäten und Projekte
Die Anwälte der Organisation schützen Personen vor Gericht, helfen beim Schreiben von Beschwerden und führen Rechtsberatungen durch. Die NGO sammelt und sendet auch Pakete an Strafkolonien und Untersuchungshaftanstalten, sammelt Dinge für spezielle Internate und leistet humanitäre Hilfe für Familien von Gefangenen.
- Das Projekt Die Schule des öffentlichen Verteidigers zielt darauf ab, den Menschen alle notwendigen rechtlichen Verteidigungsmechanismen vor Gerichten beizubringen. Es wird in Zusammenarbeit mit OVD-Info, dem Sacharow-Zentrum und Russland hinter Gittern durchgeführt.[10]
- MediaLaboratory ist ein Projekt von „Rus Sidjaschtschaja“ zur Überwindung von Unwissenheit. Das Projekt hilft Menschen ohne Fähigkeiten zur geschäftlichen, öffentlichen oder administrativen Kommunikation, ihre Geschichte klar und einfach zu erzählen.[11]
- Der Gefängnisberater ist ein Online-Informationsunterstützungssystem für Gefangene und ihre Familien. Das Projekt wurde vom Team von „Rus Sidjaschtschaja“ im Basis-Inkubator des Human Rights Incubator erstellt. Es läuft seit dem 19. September 2017.[12] Die Website vturme.info veröffentlicht alle notwendigen Informationen für Personen, die in Russland strafrechtlich verfolgt und zu Haftstrafen verurteilt werden. Basierend auf der Praxis von Rus Sidjaschtschaja bietet es grundlegende Ratschläge zu typischen problematischen Situationen in Gefängnissen. Das Projekt der Erstellung eines Online-Leitfadens in Form einer „Gefängnis-Wikipedia“ gewann den NGO-Gedenkwettbewerb der Menschenrechtsinkubator-Basisinitiativen, bei dem das Stiftungsteam seine Erfahrungen und Kenntnisse austauschen konnte.[13]

## Konflikt mit Russlands Bundesgefängnisdienst (FSIN)
Im Mai 2017 wurde eine gemeinsame Sonderausgabe von Nowaja Gaseta und Russland hinter Gittern („Rus Sidjaschtschaja“) veröffentlicht, die sich ausschließlich dem Gefängnissystem widmet. Es hieß, dass Rus Sidjaschtschaja zusammen mit dem Zentrum für strategische Forschung von Alexej Kudrin einen Entwurf für eine Reform des Strafvollzugssystems ausarbeite. Olga Romanowa berichtete, dass Änderungen in Bezug auf die Reduzierung von Gewalt im Gefängnis, Personalfragen, Arbeitsorganisation und soziale Anpassung vorbereitet würden. Kurz nach der Veröffentlichung, am 8. Juni 2017, erschienen Polizeibeamte im Moskauer Büro von Rus Sidjaschtschaja. Ein formeller Grund dafür war der Vorwurf des „Diebstahls von Haushaltsmitteln in Verzug bei vertraglichen Verpflichtungen“.
Die mit Rus Sidjaschtschaja verbundene Organisation „RS“ leitete das Projekt zur Verbesserung der finanziellen Rechte von Gefangenen und ihren Angehörigen für zwei Jahre von 2015 bis 2017. Ziel des Projekts war es, ihnen zu erklären, wie finanzielle Probleme zu lösen sind, wenn sie oder ihre Verwandten inhaftiert wurden. Das Projekt wurde von der Weltbank finanziert. Im Rahmen dieses Projekts wurden 4350 Exemplare von Broschüren zur Finanzkompetenz zusammengestellt, gedruckt und an Gefängnisse und Strafkolonien geschickt. 92 Vorträge wurden vor Gefangenen, Angehörigen und Gefängnispersonal gehalten.
Die Stiftung gab eine offizielle Erklärung ab, in der sie die Aktionen der Ermittler mit der Konfrontation der FSIN-Organisation und des FSIN-Systems in Verbindung brachte, insbesondere mit der Tatsache, dass Rus Sidjaschtschaja an der Entwicklung des Konzepts des Gefängnisreformsystems mitarbeiten wollte.
Am 9. Juni 2017 musste Olga Romanowa Russland vorübergehend verlassen. Später stellte das Gericht keine Unregelmäßigkeiten in der Arbeit der „RS“ fest. Die Organisation reichte eine Klage gegen Vertreter der Weltbank in Russland ein. Das Gericht räumte ein, dass „RS“ alle Verpflichtungen aus den Verträgen erfüllt hatte. Dann reichte Russland hinter Gittern vor Gericht eine Klage gegen den Bundesgefängnisdienst ein.
Im Herbst 2018 ließ die ehemalige Gefangene Inga Kriwizkaja eine zweite Stiftung „Stiftung Russland hinter Gittern“ beim Justizministerium registrieren und reichte eine Klage gegen Olga Romanowa und Lew Ponomarjow ein. Krivitskaya sagte, sie wisse nicht, dass es bereits eine gleichnamige Organisation gegeben habe. Olga Romanowa und Mitarbeiter von Russland hinter Gittern waren überzeugt, dass Kriwizkaja unter der Anleitung von FSIN handelte.

### Status eines ausländischen Agenten
Am 26. März gewährte die EU „Rus Sidjaschtschaja“ die Eröffnung sogenannter „juristischer Kliniken“ in russischen Regionen, um denjenigen zu helfen, die untersucht und rechtswidrig verurteilt werden. Die Institution hat selbst einen Antrag auf Aufnahme in die Liste der ausländischen Vertreter der NGO gestellt. Es wurde von Alexei Fedjarow, dem Leiter der Rechtsabteilung, bestätigt. Am 7. Mai hat das Justizministerium der Russischen Föderation „Rus Sidjaschtschaja“ in das Register der gesellschaftlichen Organisationen mit der Funktion eines ausländischen Agenten aufgenommen.

### Der Status als unerwünschte Organisation
Im Sommer 2024 erklärten die russischen Behörden Russland hinter Gittern, die deutsche juristische Person der Stiftung Rus Sidjaschtschaja, zu einer „unerwünschten Organisation“.